# ملیس ملبرگ
ملیس ملبرگ (استونیایی: Meelis Mälberg؛ زادهٔ ۲۶ آوریل ۱۹۷۰)  سیاستمدار و نماینده سابق مجلس اهل استونی است.